# Inca Garcilaso de la Vega
Inca Garcilaso de la Vega (født 12. april 1539 i Cuzco i Peru, død 23. april 1616) var en spansk historieskriver. Han var søn af Sebastian Laso de la Vega, spansk guvernør i Cuzco, og en kvinde af inkaernes gamle fyrsteslægt. 
20 år gammel kom han fra Sydamerika til Spanien, hvor han blev officer og tjente under Don Juan de Austria i kampen mod moriskerne; i sine senere år levede han i Valladolid, hvor hans fleste litterære arbejder blev til. De angår hans fødelands historie eller overhovedet det spanske Amerika. Først udkom La Florida (1605), der behandler denne halvøs erobring og mest drejer sig om conquistadoren Fernando de Soto; derefter Comentarios reales del Perú, om inkaerne, Garcilasos forfædre (2 bind, 1609—17). Begge er siden udgivne flere gange, værket om Peru navnlig 1800—01 (13 bind), og dette er oversat på tysk samt oftere på fransk. Garcilasos bøger har en ikke ringe interesse, men så morsom han er, må han læses med megen kritik, thi han er temmelig lettroende; hans stil er ikke fri for at være noget svulstig.